# التربية والتعليم في الإسلام

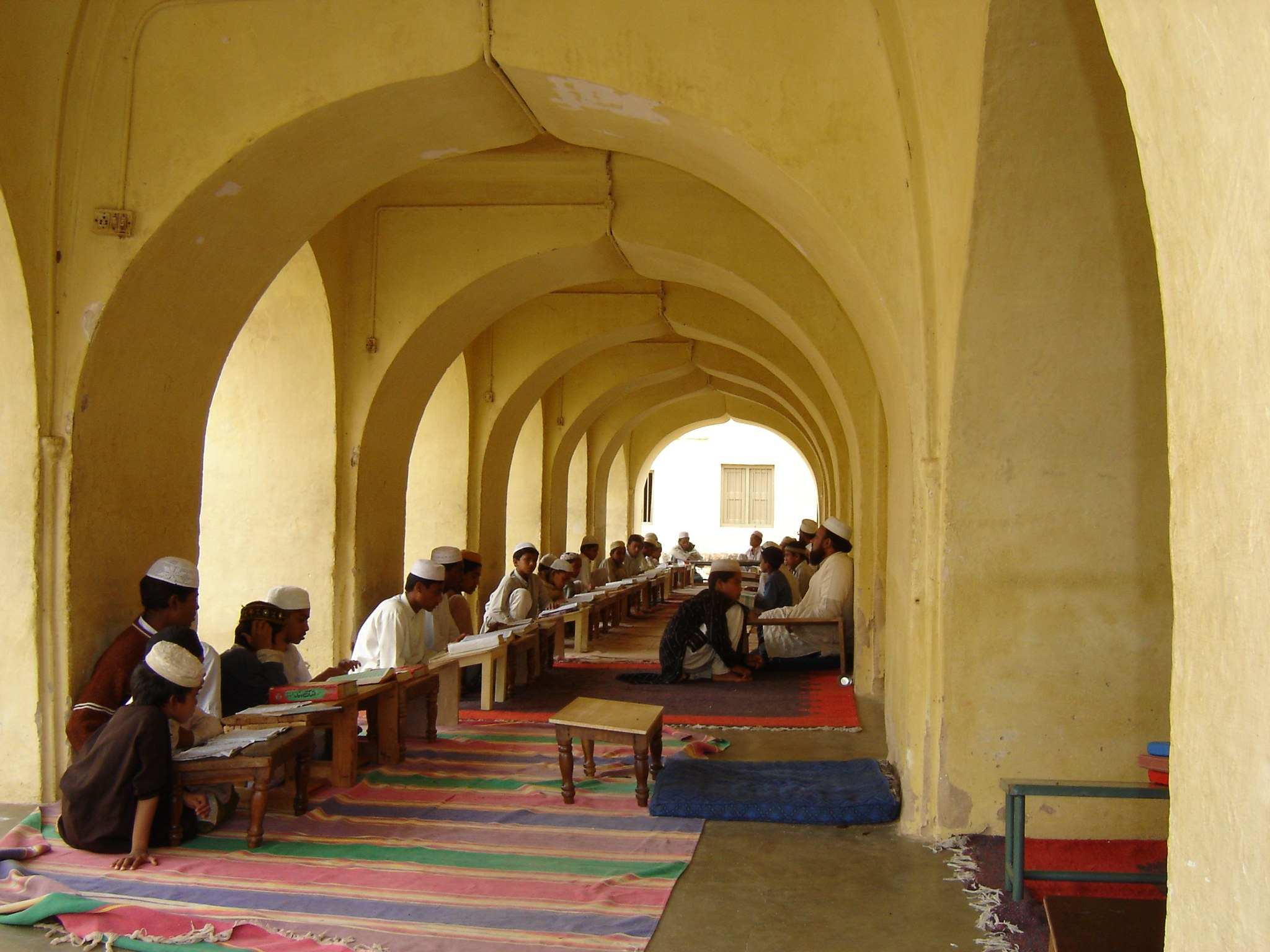
حلقة تدريس في مسجد جامع سريرانجاباتنا في الهند

إن التربية والتعليم من المبادئ والمهمات الأساسية التي اهتم بها الإسلام ودعا إليها، حيث يمكن بواسطتهما بناء بنيان راسخ وقوي للأمة. فالتربية هي تنمية سلوك الفرد وترقيه نحو القيم العليا، وإنها لا تستقيم الا بالتعليم والعكس صحيح.
وقد أكد القرآن الكريم على أهميتهما وأشار في عدد من الآيات إلى ذلك.

## أهمية التربية والتعليم
التعليم هو عبارة عن نقل المعلومات والأفكار للأفراد بصورة منظمة، وواضحة، ومحدّدة الأهداف. واما التربية فهي عملية تهدف إلى مساعدة المتعلم على اكتساب أنماط السـلوك الذي يجب عليه أن يسلكه في المواقف الحياتية المختلفة، وهي تساهم في تنمية الأفراد، وتعمل على تطوير مهاراتهم العلمية، والعملية. وقد يعتمدها المجتمع لتنشئة الأجيال الجديدة. فان التربية والتعليم هما الاساس في بناء الامم، وتطور الحضارات، ورقيّ الأفراد. وإن التربية لا تستقيم الا بالتعليم والعكس صحيح.
ان الاهتمام بالتربية والتعليم من المبادئ العظيمة التي اهتم بها الإسلام ودعا إليها.
وقد أكد القرآن الكريم على أهميتهما وأشار في عدد من الآيات إلى ذلك. فكانت اولى آيات القرآن المنزلة على الرسول خمس آيات من سورة العلق تتحدث حول قراءة العلم والتعليم.
كما ان الله يقسم في سورة القلم بالقلم إلماعاً إلى مكانة القلم والكتابة في الإسلام: ن وَالْقَلَمِ وَمَا يَسْطُرُونَ.
فان الدين الإسلامي هو دين العلم والتعلم للقضاء على الجهل الذي كان سائدا في العصر الجاهلي المتمثل بالتخلف والظلالة والخرافة والاباطيل.

## مكانة المعلم في الإسلام
يعتبر القرآن أنّ المعلم الأوّل للكون هو الله سبحانه، وكان النبي آدم هو التلميذ الأول، حيث علّمه الأسماء: وعَلَّمَ آدَمَ الأسْمَاءَ كُلَّهَا. وقد علّم النبي يوسف علم تفسير الأحلام: وَعَلَّمتَنِى مِن تَأوِيلِ الأَحَادِيثِ. وعلَّم النبي سليمان لغة الطير: يَا أَيُّهَا النَّاسُ عُلِّمْنَا مَنْطِقَ الطَّيرِ. وعلَّم النبي داوود صنعة الدّروع وقال:وَعَلَّمْنَاهُ صَنْعَةَ لَبُوسٍ لَّكُمْ.
وعلّم الخضر اشياء من عالم الغيب: وَعَلَّمْنَاهُ مِنْ لَّدُنّا عِلْماً.
وعلَّم الملائكة علماً جمّاً: سُبْحَانَكَ لَاعِلْمَ لَنَا إِلَّا مَا عَلَّمتَنَا.
وعلَّم البشر النّطق والبيان: عَلَّمَهُ البَيَانَ.
وفوق كلّ ذلك فإنّه علَّمَ النبي محمد علوم ومعارف شتى، فقال: وَعَلَّمَكَ مَالَم تَكُنْ تَعْلَمُ.
والأنبياء هم معلّموا البشريّة، الذين أرسلهم الله لهداية الناس وإيصالِ رسالته لهم أجمعين. يقول القرآن الكريم في نبيّ الإسلام: ويُعَلِّمُهُمُ الكِتَابَ وَالحِكمَةَ.
وقد عظم القرآن الكريم العلماء لانهم ورثة الأنبياء والمسئولون عن نشر العلم بين افراد المجتمع. وهنالك العديد من الآيات القرآنية التي نزلت وأشادت بفضلهم ومنزلتهم ومقامهم الرفيع. فقال تعالى فيهم: يَرْفَعِ اللَّهُ الَّذِينَ آمَنُوا مِنْكُم وَالَّذِينَ أُوتُوا العِلْمَ دَرَجاتِ.
وقد ارتفع الإسلام بمنازل المعلمين إذ تؤكد أحاديث كثيرة على مقام المعلم. وقد جاء في حديث عن رسول الله أنّه قال: «إنَّ اللَّهَ وملائِكتَهُ حَتَّى النَّمْلَةَ فِي جُحْرِها وَحتّى‌ الْحُوتَ فِي الْبَحْرِ يُصَلُّونَ عَلى‌ مُعَلِّمِ النَّاس الْخَيْرَ.»
وقال في حديث آخر: «ألا أُخْبِرُكُم بأجودِ الأجْوَدِ؟ اللَّه الأجْوَدُ الأجْوَدُ! وأنا أجْوَدُ وُلدِ آدم! وأجْوَدكُمَ مِنْ بعدي رَجُلٌ عَلَّمَ عِلْماً فَنَشَرَ عِلْمَهُ، يُبعَثُ يومَ القيامة أُمّة وَحْدَهُ.»